# NHK배 TV 바둑 토너먼트
NHK배(일본어 : NHK杯テレビ囲碁トーナメント)는 일본방송협회와 일본기원이 주관하고 관서기원이 협력하는 일본의 바둑 기전이다.  1953년에 창설한 일본의 TV 속기전으로 우승자와 준우승자는 1989년 ~ 2019년 까지 매년 한국 KBS, 일본 NHK, 중국 CCTV가 한국,일본,중국을 3국이 번갈아가며 교대로 개최한 TV 바둑 아시아 선수권대회에 출전할수 있는 기회였다.

## 기전 방식
- 50명 선발 토너먼트

## 대국규정 및 대국룰
- 제한시간 : 제한시간 없음, 1수 30초, 1분 고려시간 10회
- 대국룰 : 덤 6집반(흑을 쥔 기사가 공제하며, 한국식과 동일)
- 계가 : 일반식 룰로 적용(한국식과 동일)

## 출전 자격
- 전기 우승자, 준우승자
- 명예 NHK 타이틀 홀더
- 여류 타이틀 보유자
- 상금랭킹 상위자

## 상금
- 우승 500만엔 (한화 5500만원)

## 역대 우승자
| 회수 | 연도 | 우승              | 전적 | 준우승            |
| ---- | ---- | ----------------- | ---- | ----------------- |
| 1    | 1954 | 시마무라 토시히로 | 1-0  | 다카가와 가쿠     |
| 2    | 1955 | 이와모토 가오루   | 1-0  | 후지사와 호사이   |
| 3    | 1956 | 하시모토 우타로   | 1-0  | 사카타 에이오     |
| 4    | 1957 | 사카타 에이오     | 1-0  | 후지사와 호사이   |
| 5    | 1958 | 사카타 에이오     | 1-0  | 기타니 미노루     |
| 6    | 1959 | 사카타 에이오     | 1-0  | 다카가와 가쿠     |
| 7    | 1960 | 기타니 미노루     | 1-0  | 후지사와 호사이   |
| 8    | 1961 | 사카타 에이오     | 1-0  | 기타니 미노루     |
| 9    | 1962 | 사카타 에이오     | 1-0  | 하시모토 우타로   |
| 10   | 1963 | 하시모토 우타로   | 1-0  | 후지사와 히데유키 |
| 11   | 1964 | 사카타 에이오     | 1-0  | 후지사와 히데유키 |
| 12   | 1965 | 사카타 에이오     | 1-0  | 미야시타 슈요     |
| 13   | 1966 | 다카가와 가쿠     | 1-0  | 후지사와 히데유키 |
| 14   | 1967 | 하시모토 쇼지     | 1-0  | 후지사와 호사이   |
| 15   | 1968 | 오타케 히데오     | 1-0  | 하시모토 쇼지     |
| 16   | 1969 | 후지사와 히데유키 | 1-0  | 후지사와 호사이   |
| 17   | 1970 | 린하이펑          | 1-0  | 사카타 에이오     |
| 18   | 1971 | 오타케 히데오     | 1-0  | 이시다 요시오     |
| 19   | 1972 | 사카타 에이오     | 1-0  | 오타케 히데오     |
| 20   | 1973 | 오타케 히데오     | 1-0  | 하시모토 쇼지     |
| 21   | 1974 | 린하이펑          | 1-0  | (故)가토 마사오   |
| 22   | 1975 | 오타케 히데오     | 1-0  | 다케미야 마사키   |
| 23   | 1976 | 사카타 에이오     | 1-0  | 우칭위안          |
| 24   | 1977 | 사카타 에이오     | 1-0  | 다케미야 마사키   |
| 25   | 1978 | 린하이펑          | 1-0  | 오히라 슈조       |
| 26   | 1979 | 히가시노 히로아키 | 1-0  | 다카키 쇼우이치   |
| 27   | 1980 | 하시모토 쇼지     | 1-0  | 조치훈            |
| 28   | 1981 | 후지사와 히데유키 | 1-0  | 다카키 쇼우이치   |
| 29   | 1982 | 사카타 에이오     | 1-0  | 스기우치 마사오   |
| 30   | 1983 | 조치훈            | 1-0  | 오타케 히데오     |
| 31   | 1984 | 혼다 쿠니히사     | 1-0  | 다케미야 마사키   |
| 32   | 1985 | 하시모토 쇼지     | 1-0  | 이시다 요시오     |
| 33   | 1986 | 고바야시 고이치   | 1-0  | 다케미야 마사키   |
| 34   | 1987 | 이시다 요시오     | 1-0  | 린하이펑          |
| 35   | 1988 | (故)가토 마사오   | 1-0  | 왕리청            |
| 36   | 1989 | 다케미야 마사키   | 1-0  | 고바야시 사토루   |
| 37   | 1990 | 이시다 요시오     | 1-0  | 오타케 히데오     |
| 38   | 1991 | 요다 노리모토     | 1-0  | 왕밍완            |
| 39   | 1992 | 조치훈            | 1-0  | 왕리청            |
| 40   | 1993 | 요다 노리모토     | 1-0  | (故)가토 마사오   |
| 41   | 1994 | 오타케 히데오     | 1-0  | (故)가토 마사오   |
| 42   | 1995 | 고바야시 사토루   | 1-0  | 키요나리 테츠야   |
| 43   | 1996 | 조치훈            | 1-0  | 고바야시 사토루   |
| 44   | 1997 | 왕리청            | 1-0  | 고바야시 고이치   |
| 45   | 1998 | 요다 노리모토     | 1-0  | 혼다 쿠니히사     |
| 46   | 1999 | 요다 노리모토     | 1-0  | 히가시노 히로아키 |
| 47   | 2000 | 요다 노리모토     | 1-0  | 이마무라 토시야   |
| 48   | 2001 | 이시다 요시오     | 1-0  | 조치훈            |
| 49   | 2002 | 장쉬              | 1-0  | 하네 나오키       |
| 50   | 2003 | 미무라 토모야스   | 1-0  | 왕리청            |
| 51   | 2004 | 고바야시 고이치   | 1-0  | 조치훈            |
| 52   | 2005 | 장쉬              | 1-0  | 요다 노리모토     |
| 53   | 2006 | 하네 나오키       | 1-0  | 이마무라 토시야   |
| 54   | 2007 | 조치훈            | 1-0  | 유키 사토시       |
| 55   | 2008 | 장쉬              | 1-0  | 조치훈            |
| 56   | 2009 | 유키 사토시       | 1-0  | 다케미야 마사키   |
| 57   | 2010 | 유키 사토시       | 1-0  | 이야마 유타       |
| 58   | 2011 | 야마다 기미오     | 1-0  | 요다 노리모토     |
| 59   | 2012 | 유키 사토시       | 1-0  | 하네 나오키       |
| 60   | 2013 | 유키 사토시       | 1-0  | 이야마 유타       |
| 61   | 2014 | 유키 사토시       | 1-0  | 고노 린           |
| 62   | 2015 | 이다 아쓰시       | 1-0  | 이치리키 료       |
| 63   | 2016 | 장쉬              | 1-0  | 데라야마 레이     |
| 64   | 2017 | 이야마 유타       | 1-0  | 이치리키 료       |
| 65   | 2018 | 이야마 유타       | 1-0  | 시다 다쓰야       |
| 66   | 2019 | 이치리키 료       | 1-0  | 이야마 유타       |
| 67   | 2020 | 이야마 유타       | 1-0  | 이치리키 료       |
| 68   | 2021 | 이치리키 료       | 1-0  | 위정치            |
| 69   | 2022 | 이치리키 료       | 1-0  | 다카오 신지       |
| 70   | 2023 | 세키 고타로       | 1-0  | 이치리키 료       |
| 71   | 2024 | 이치리키 료       | 1-0  | 시바노 도라마루   |
| 72   | 2025 | 위정치            | 1-0  | 이야마 유타       |

## 자매 결연 TV속기 타이틀전
- 한국 KBS 바둑왕전
- 중국 중국 CCTV 당호십국(当湖十局)배(中国电视围棋快棋赛)